# 到底發生過什麼事
到底發生過什麼事是香港樂隊Dear Jane於2022年推出的粵語單曲，由樂隊成員Howie作曲，黃偉文填詞。

## 創作與製作
香港華納唱片旗下樂隊Dear Jane出道十多年，他們將路線定為主打一般樂隊較少涉足的情歌後，漸見成功。2020年他們開始與作詞家黃偉文合作，這時期的作品通常強調歷盡困難、挫敗、痛楚仍不放棄對愛的尋求，此歌到底發生過什麼事是雙方合作的第七首作品。
到底發生過什麼事時長4分19秒，以
拍的B大調創作，每分鐘166拍。由樂隊成員Howie作曲，黃偉文填詞，Dear Jane編曲，Howie、關禮琛、樂隊主音Tim監製。
歌詞構思源於Tim在社交網絡所看到的一個故事，他向黃偉文分享了該故事作為參考，讓黃偉文從中自由發揮寫成此歌。歌詞從描述敘事者「我」（歌者）慰解一位舊同學的酒局開始，久未重逢的兩人在酒吧相遇，舊同學因遭遇感情創傷，性情大變。據Tim解釋，「到底發生過什麼事？」 一詞是「留白」手法，敘事者其實並不完全了解詞中舊同學（一位女性）的經歷，敘事者帶着疑問與同情去觀察她的過程中，產生了共鳴，勾起了自身的某些經歷與感受，而這些地方都可讓聽眾自行想像及代入。

## 音樂影片
音樂影片分別剪接成普通版本及逾十分鐘的劇場版，由演員柯煒林執導，他亦是Dear Jane前作銀河修理員音樂影片的男主角。演員有鄧麗欣、林子傑、YouTube頻道JFFT的成員床哥及翼Sir等，以及多位當時正舉辦的校園選秀節目《校花校草2022》的參賽者，包括楊雅文（泰妹）、林子峰（Stone）、吳伊琳（510）、王紫影（Shadow）、何求，拍攝後吳伊琳、王紫影、楊雅文分別獲得校花（女）冠、亞、季軍，林子峰則獲得校草（男）冠軍（音樂影片發表前數天）。
影片交錯講述女主角何穎琪在中學及成年時期所經歷的感情創傷。中學的何穎琪（楊雅文飾）戀上花心男同學阿宇（林子峰飾），她撞破了阿宇與女班長（吳伊琳飾）偷情，果斷結束了關係。成年的何穎琪（鄧麗欣飾）也遭遇丈夫（林子傑飾）與年輕美女（王紫影飾）偷情，卻未如當年般決斷。結尾中，兩個時期的何穎琪同場出現，相抱落淚。
在此歌之前，Dear Jane已有多首網上點擊率甚高的歌曲。而此歌的音樂影片（普通版本）也獲得佳績，截至2023年11月中在YouTube累計錄得逾1,400萬點擊率，是12個月內點擊最多的香港歌曲影片，並長據YouTube音樂排行榜的香港最近28天熱門歌曲名單逾380天。

## 發行及其他版本
此歌由香港華納唱片於2022年10月21月派至各電台，10月24月於各主要音樂串流平台上發行。後收錄於2023年7月發行的Dear Jane第十張專輯《X》中。
2023年3月，臺灣樂隊八三夭舉行世界巡迴演唱會的香港站，Dear Jane為表演嘉賓之一，雙方合唱了粵語、國語混合版本到底發生過什麼事，國語歌詞是填詞人黃偉文特意為該次演出所改寫。

### 粵語版翻唱
2022年11月，Dear Jane於第四屆《KKBOX香港風雲榜》獲獎，但因有成員確診新冠肺炎而未能出席，邀女歌手陳蕾代為演唱此歌。
2023年2月，韓國流行搖滾樂團N.Flying在香港舉行演唱會時翻唱了此歌。

## 榜單成績
| 週榜榜單（2022年）      | 最高排名 |
| ----------------------- | -------- |
| 903專業推介             | 1        |
| 新城勁爆本地榜          | 4        |
| Chill Club 推介榜       | 1        |
| 《Billboard》香港歌曲榜 | 1        |

此歌在《Billboard》香港歌曲榜首週上榜即獲冠軍，且從2022年至2023年間共獲得16週冠軍。

## 獎項及提名
| 頒獎年月   | 頒獎禮                         | 獎項               | 結果         |
| ---------- | ------------------------------ | ------------------ | ------------ |
| 2023年1月  | 2022年度叱咤樂壇流行榜頒獎典禮 | 專業推介．叱咤十大 | 十大之第三位 |
| 2023年5月  | Chill Club 推介榜年度推介22/23 | 年度搖滾歌曲       | 獲獎         |
| 2023年11月 | 第21屆CASH金帆音樂獎           | 最佳樂隊演繹       | 獲獎         |

## 評價
Hong Kong Singer Channel的編輯Andy讚揚樂隊成員Howie所作的曲「入屋而不落俗套、朗朗上口而富新鮮感」，是高點擊率的原因。歌詞方面，他認為雖表面上以愛情為主題，但聽眾也可因應心境代入到友情、親情甚至社會大事上（另一樂評自媒體年粵日的介紹文則認為詞中暗有所指，網絡雜誌《文化者》亦指出黃偉文時期的Dear Jane作品多有「社會性的哲理與意象」），具有發揮及延展空間，而這種留有空間的手法正是當下流行曲的趨勢。編曲方面，被形容為「由淡而濃、層層遞進」，有效配合「時空交錯的格局」（當指音樂影片）。樂隊主音Tim的演繹亦獲讚揚充滿張力，增加了歌曲的感染力。

## 備註
1. ↑  參考歌詞補充。
2. 1 2  其中鄧麗欣、楊雅文、林子峰為主要演員，部分配角在劇場版才正式登場。女主角姓名何穎琪、飾演其成年後丈夫的林子傑、其他角色名稱皆見於劇場版片尾名單。
3. ↑  「入屋」指易於被大眾廣泛接受。
4. ↑  與上文提及樂隊主音Tim所指的留白，屬於不同角度，但均留給聽眾想像空間。《虛詞》的詞評人姚萬慶則推測歌詞最後一段敘事者口中的「你」，已不是那位舊同學，而是敘事者與過往的自己對話。[7]